# Ghiacciaio Egeberg
Il ghiacciaio Egeberg è un piccolo ghiacciaio nella regione nord-occidentale della Dipendenza di Ross, in Antartide. Il ghiacciaio, il cui punto più alto si trova a circa 1000 m s.l.m., ha origine in una piccola vallata situata nella parte settentrionale dei monti dell'Ammiragliato e posta direttamente sulla costa, tra il ghiacciaio Dugdale, a sud-est, e il ghiacciaio Scott Keltie, a nord-ovest, e da qui fluisce verso nord-nord-est fino a entrare nella parte occidentale della baia di Robertson.

## Storia
Il ghiacciaio Egeberg è stato mappato per la prima volta nel corso della spedizione Southern Cross, nota ufficialmente come "spedizione antartica britannica 1898–1900" e comandata da Carsten Borchgrevink, e battezzato proprio da quest'ultimo in onore del console norvegese Westye Egeberg.